# Chā'

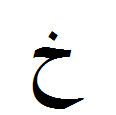
Cha in isolierter Form

Chāʾ (arabisch خاء, DMG Ḫāʾ) ist der siebte Buchstabe des arabischen und (als Che) der neunte Buchstabe des persischen Alphabets. Ihm ist der Zahlenwert 600 zugeordnet.

## Entstehung
Im Gegensatz zu den meisten anderen arabischen Buchstaben ist das Cha nicht direkt aus einem phönizischen Buchstaben hervorgegangen. In der Frühzeit der arabischen Sprache fehlten noch die diakritischen Punkte, Cha wurde genau so wie das (pharyngale) Ḥa geschrieben. Zur Unterscheidung der beiden Buchstaben wurde dem Cha später ein Punkt hinzugefügt.

## Lautwert und Umschrift
Das Cha entspricht dem ch in „Dach“ (im Gegensatz zum ch in „Licht“). In der DMG-Umschrift wird Cha als „h“ mit einem Breve darunter (ḫ) wiedergegeben. In der nichtwissenschaftlichen Transkription werden ch (Deutsch) und kh (Englisch, Französisch) verwendet. In Domainnamen, Internetforen sowie bei der Benutzung von Chatprogrammen repräsentiert häufig die Ziffer „5“ das Cha.
In der modernen Orthografie des Maltesischen, das sich seit dem Mittelalter der lateinischen Schrift bedient, ist dem im Arabischen als Cha dargestellten Laut das Graphem „ħ“ zugewiesen. Dies wird durchweg wie arabisches Ḥa ausgesprochen; Ḥa und Cha sind im Maltesischen zu einem Laut zusammengefallen.

## Schreibweise in anderen Sprachen
In anderen Sprachen mit lateinischem Alphabet wird das Chāʾ für gewöhnlich als Kh ausgeschrieben, so etwa im Englischen, Französischen und Italienischen.

## Cha in Unicode
| Unicode Codepoint | U+062E             |
| Unicode-Name      | ARABIC LETTER KHAH |
| HTML              | &#1582;            |
| ISO 8859-6        | 0xce               |